# Kosambi

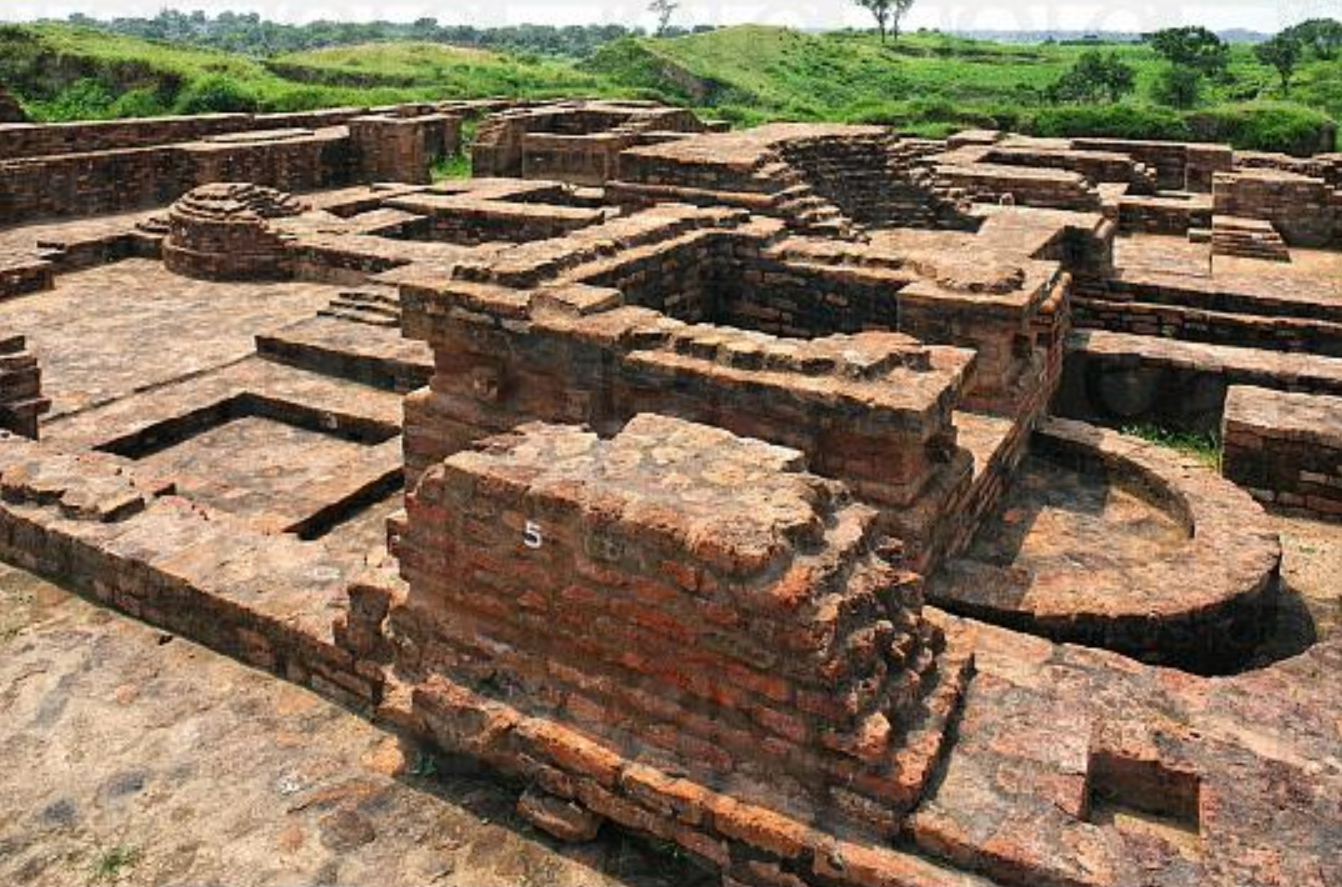
Monastère de Ghoshitaram, Kosambi.

Kosambi, ou Kauśâmbî, maintenant en ruine, était une des plus grandes cités dans l'Inde, en 500 av. J.-C. C'était la capitale de Vatsa (aussi Vasma). La ville se trouvait à quelque 150 km à l'ouest de Bénarès.  

## Éléments d'histoire
On trouvait à Kosambi quatre arama. et Gautama Bouddha y séjourna à différentes occasions, y dispensant ses enseignements. C'est dans cette ville  que se produisit l'unique schisme du vivant du Bouddha: un moine fut excommunié en  raison d'un manquement aux règles monastiques qu'on lui reprochait. S'ensuivit une vive dispute entre ses soutiens et ses accusateurs. Le Bouddha intervint pour calmer les esprits, mais il ne fut pas entendu; il recommença, toujours sans succès. Dépité, il se retira à l'écart dans la forêt, pour y mener une retraite solitaire. Sous la pression des fidèles laïcs, les moines se réconcilièrent et demandèrent pardon au Bouddha.
D'autre part, c'est dans cette ville que le Bouddha aurait prononcé les discours réunis dans le recueil intitulé Itivuttaka.

### Archéologie
Un pilier d'Ashoka y a été dressé au IIIe siècle av. J.-C., mais il ne comporte pas d'inscription. Il est toujours en place à Kosambi. Un deuxième pilier similaire, mais portant des inscriptions, se trouvait aussi à Kosambi, mais il a été transféré à Allahabad au XVIe siècle par l'empereur Akbar. Il semble qu'il était surmonté par un lion (aujourd'hui perdu), mais son abaque a été préservé, composé de palmettes et lotus hellénistiques,. 
Le monastère de Ghoshitaram se trouve à proximité et a été extensivement dégagé par les archéologues.
Une statue de bodhisattva a été élevée à Kosambi au IIe siècle, au cours de la deuxième année du règne de Kanishka, portant une inscription célébrant les multiples visites du Bouddha à Kosambi:

« Dans la deuxième année du règne de Kanishka, la nonne Buddhimitra a établi ce Bodhisattva à l'endroit sanctifié par les nombreuses visites du Bouddha. »

— Inscription du Bodhisattva de Kosambi.

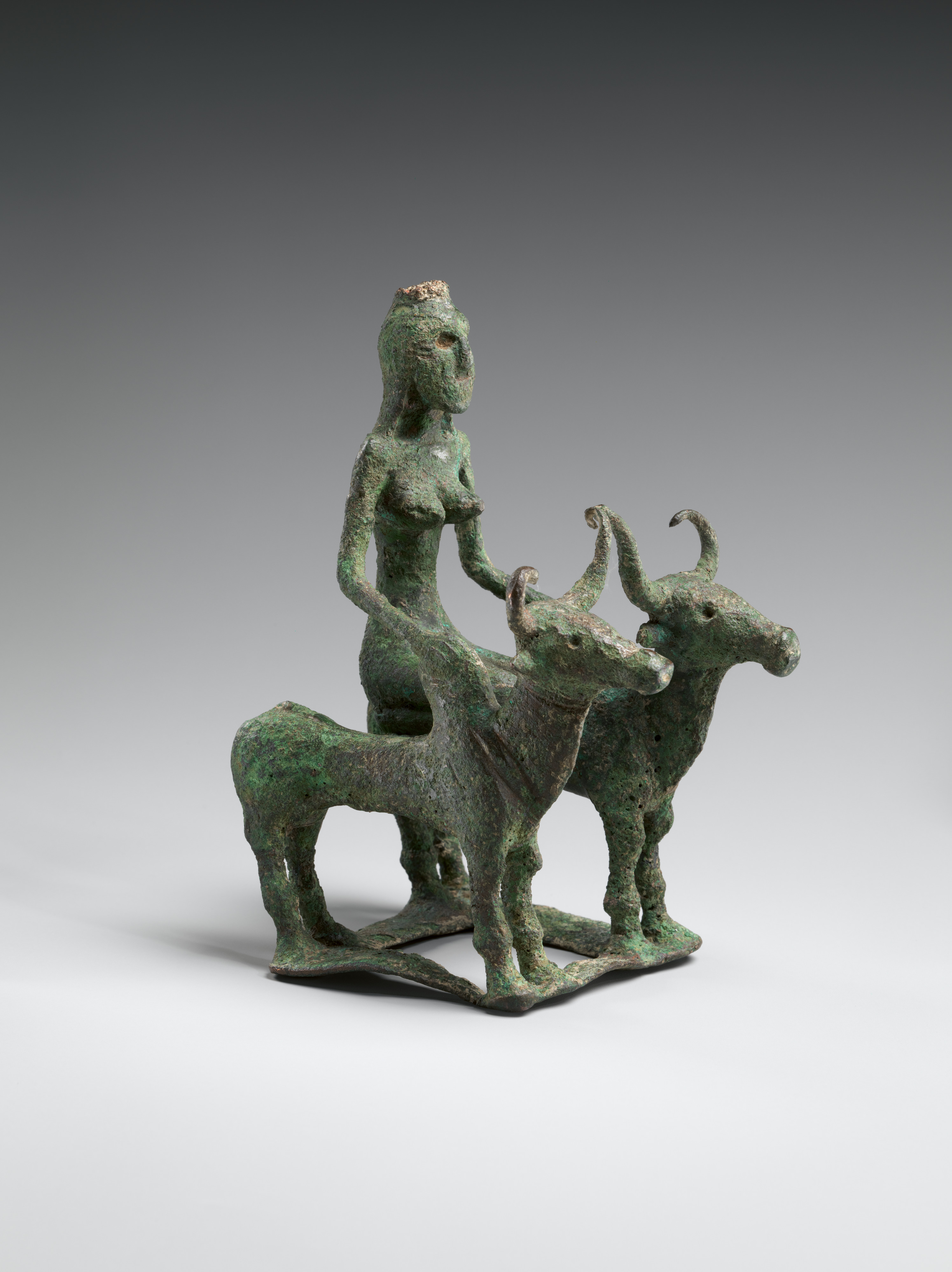
Femme montant des taureaux (2000-1750 av.JC, Kosambi)
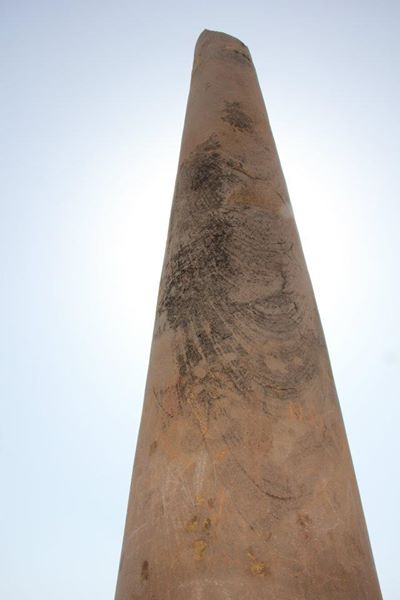
Pilier d'Ashoka actuellement à Kosambi.
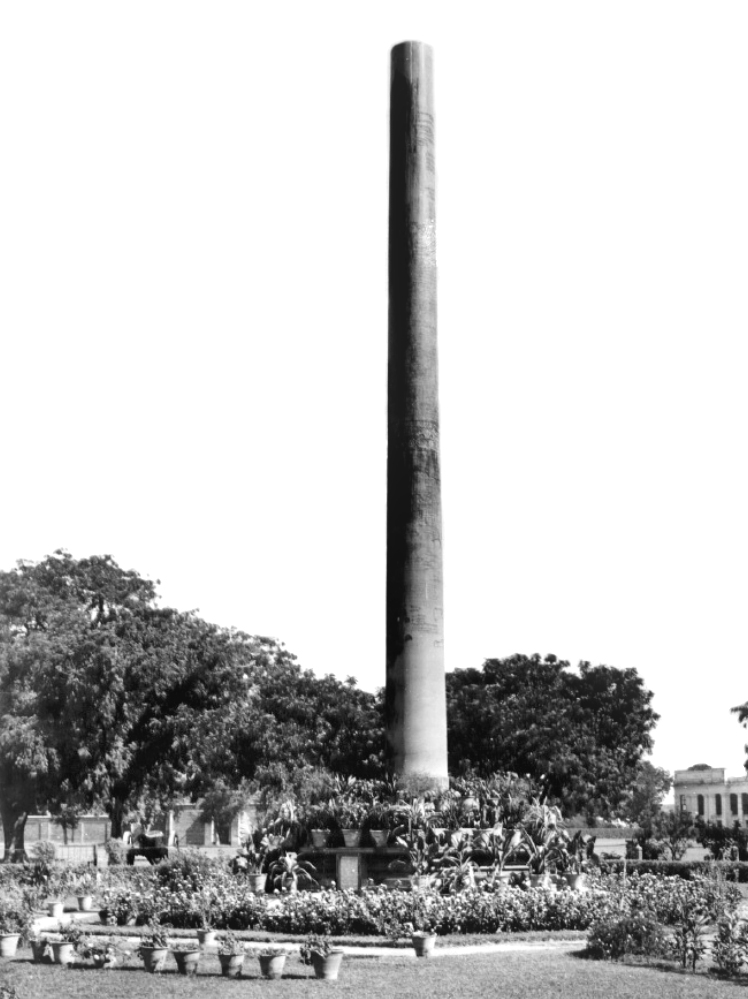
Le pilier d'Ashoka de Allahabad se trouvait aussi initialement à Kosambi.
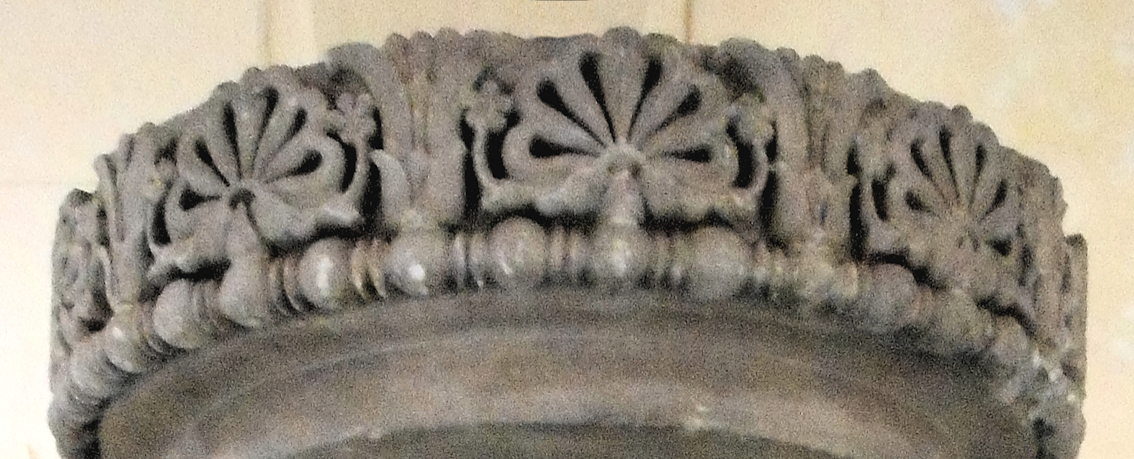
Frise de l'abaque du chapiteau du pilier d'Allahabad, originellement à Kosambi, avec palmettes et lotus hellénistiques.IIIe siècle av. J.-C.
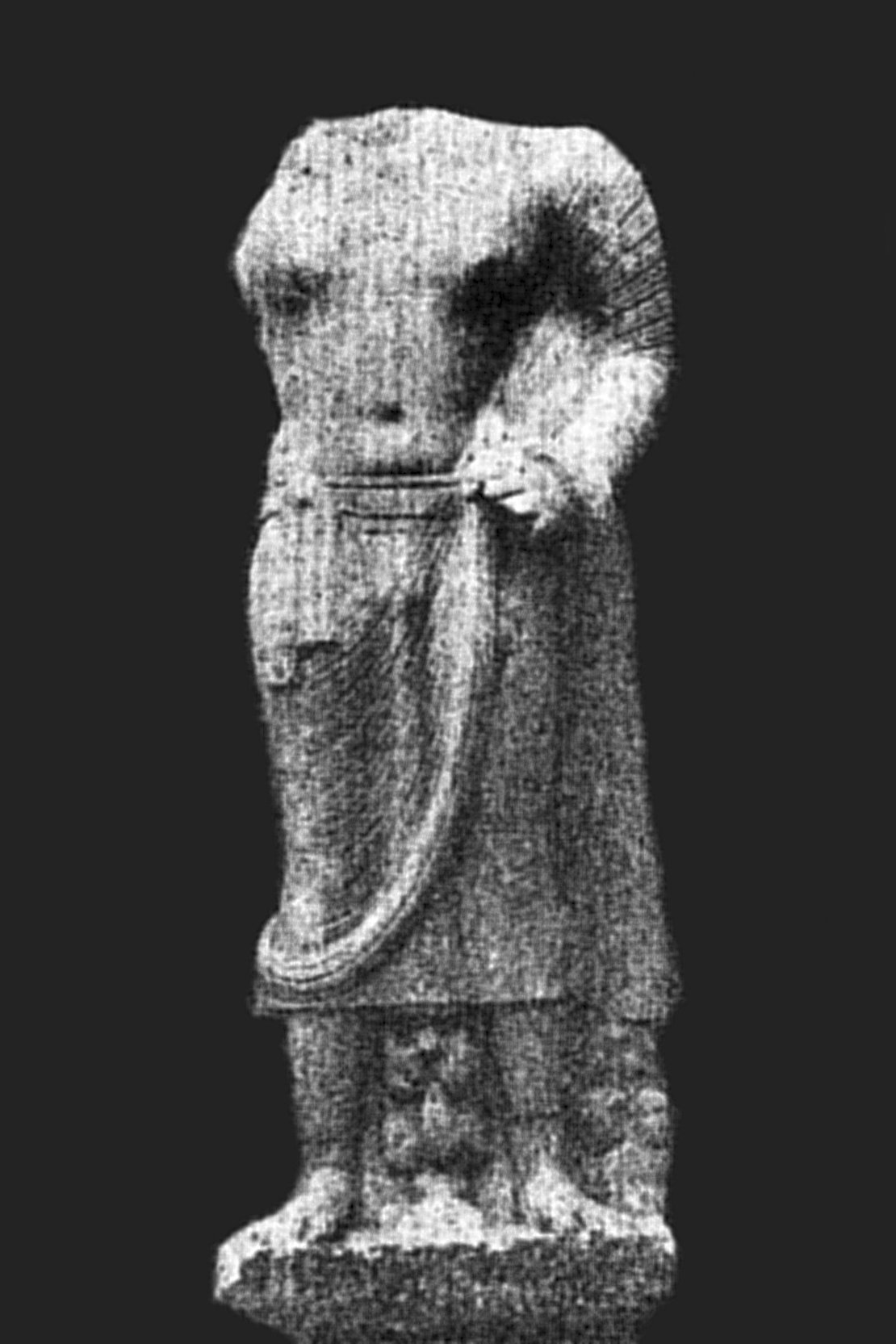
Kausambi Bodhisattva statue, inscribed Kanishka Year 2.
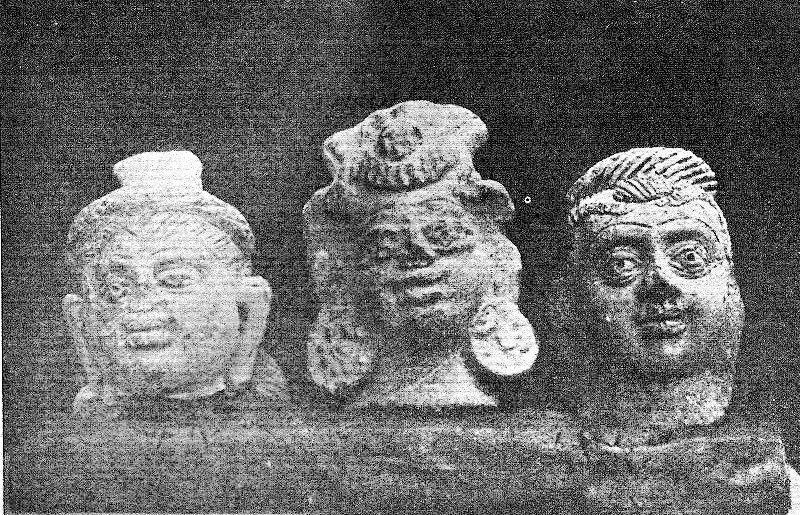
Kausambi terracotta heads.
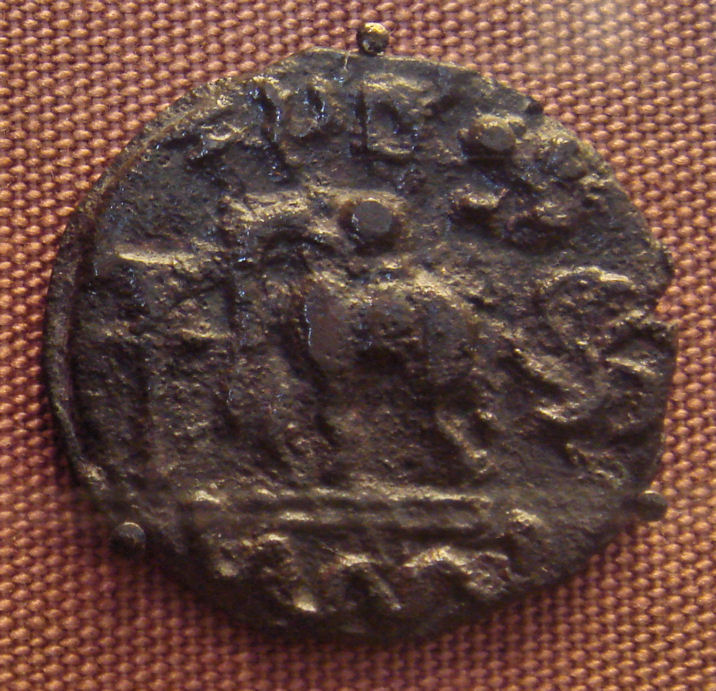
Monnaie de cuivre de Kosambi, Ier siècle av. J.-C. Inscrite "Kosabi". British Museum.
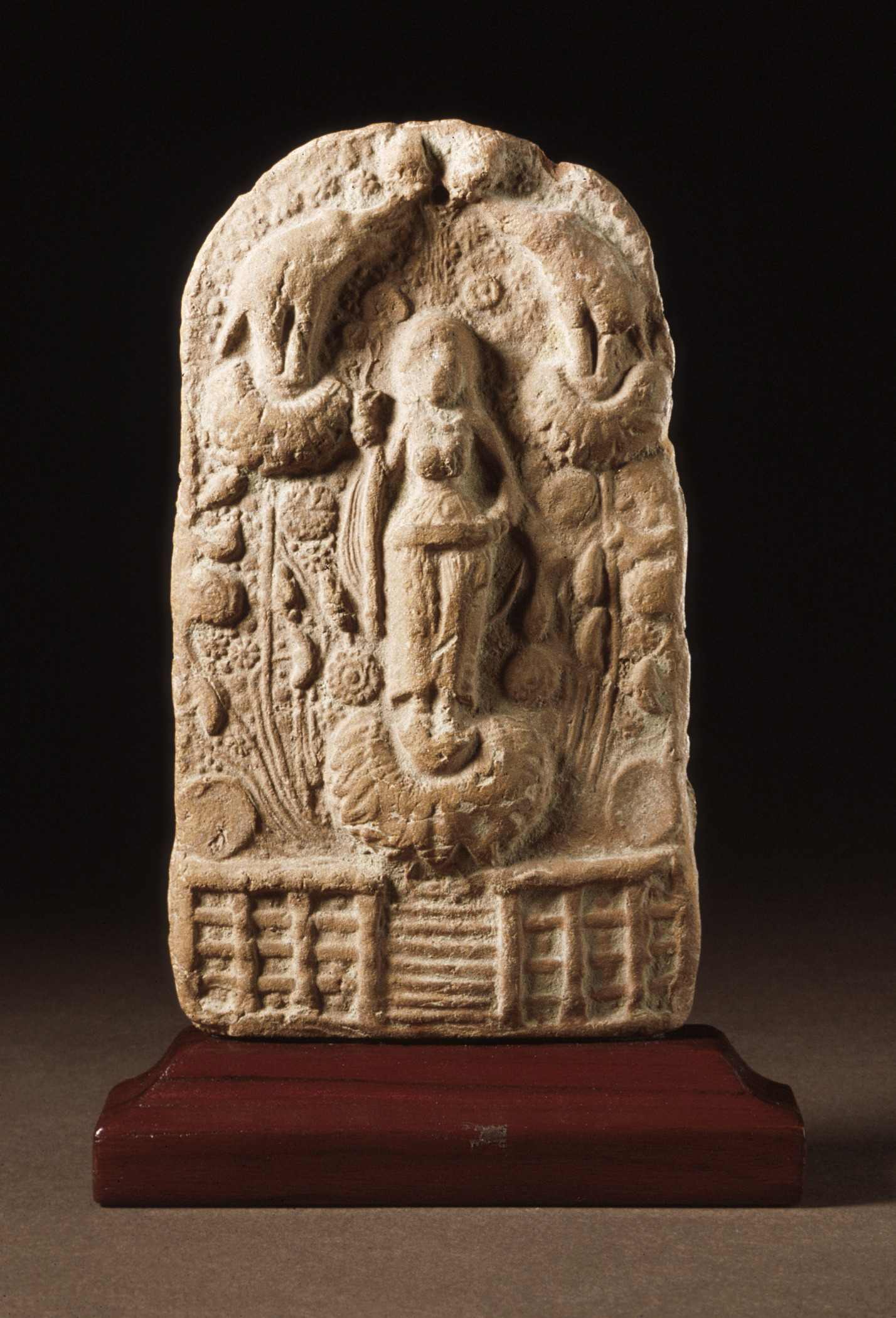
Shri Lakshmi lustrée par des éléphants, peut-être Kosambi.